# Satomi Fukudome
Satomi Fukudome (japanska: 福留慧美 ), född 23 november 1997 i är en volleybollspelare (libero). Hon spelar för Japans damlandslag i volleyboll och för klubblaget Denso Airybees. Yamada spelade med landslaget under  VM 2022.